# Affaire Schokking
De Affaire Schokking is een vermeende complottheorie ontstaan uit een gebeurtenis in de Tweede Wereldoorlog, waarin de waarnemend burgemeester van Hazerswoude F.M.A. Schokking en het gezin van de joodse onderduiker Jakob Pino de hoofdrol spelen. Onder de vele naoorlogse burgemeesters die tijdens de bezetting misstappen tegen joodse burgers hebben begaan, was Schokking de enige die na 1950 hierop is aangesproken en in 1956 moest aftreden.
Op 1 februari 1956 uiten twee journalisten van het Haagsch Dagblad in een artikel beschuldigingen over het handelen van Schokking in 1942 in Hazerswoude inzake het aangeven van de ondergedoken familie Pino aan de Sicherheitsdienst. In vele publicaties wordt er van uitgegaan dat burgemeester Schokking de familie Pino in een paniek-reactie in handen van de bezetter zou hebben gespeeld en zich zowel voor deze noodlottige beslissing als in het vervolg van de bezetting 'goed' zou hebben gedragen. Anderzijds acht de commissie-Donner twijfel mogelijk aan de 'valstrik-theorie' waarmee Schokking zijn vermeende paniekreactie probeert te onderbouwen.
De journalisten wilden met hun artikel vooral duidelijk maken dat Schokking niet geschikt zou zijn als burgemeester van Den Haag. Schokking was op dat moment 'goed' bezig het slecht functionerende politie-korps van Den Haag te zuiveren en hervormen van een zwaar oorlogsverleden en naoorlogse dubieuze praktijken. Opmerkelijk is de rol van twee Haagse wethouders die Schokking proberen te laten aftreden in ruil voor het niet-publiceren van het krantenartikel in het Haagsche Dagblad. Daarmee werd de 'zaak' steeds meer een duistere 'affaire' met 'politieke bijbedoelingen'. Hierdoor ontstonden er ook vragen over de handelswijze van de Nieuwe Haagsche Courant, die het voor Schokking lijkt op te nemen.
De zaak omtrent Schokking blijft langdurig in 1956 in de kranten terugkomen en leidt tot een uitgebreide discussie in de Tweede Kamer. Niet-bewezen beschuldigingen over doofpot-handelingen door onderzoekscommissies en verhulling gingen vervolgens onderdeel uitmaken van de affaire Schokking. Een van de beschuldigingen is dat minister van Binnenlandse Zaken Louis Beel in 1955 tijdens de benoeming van Schokking tot burgemeester van Den Haag was geïnformeerd over de gebeurtenissen uit 1942. Een andere beschuldiging is dat een nabestaande van de Pino's door een politie-agent werd verzocht te zwijgen.
Enkele uren nadat op 9 juli 1956 een Kamermeerderheid zich uitsprak ten voordele van handhaven van Schokking als burgemeester van Den Haag, besloot Schokking om toch af te treden. Volgens dr. Lou de Jong van het NIOD had burgemeester Schokking 'pech' gehad, op het ministerie van binnenlandse zaken was bekend dat andere in functie herstelde burgemeesters minstens evenveel of zelfs meer uit te leggen hadden over hun rol tijdens de bezetting.
H.J.A. Hofland heeft aan deze affaire een informatief hoofdstuk gewijd in zijn boek  Tegels lichten of Ware verhalen over de autoriteiten in het land van de voldongen feiten (Hoofdstuk V).